# تاتسوهيرو نيشيموتو
تاتسوهيرو نيشيموتو (باليابانية: 西本 竜洋) (29 أبريل 1980 في إواكوني في اليابان – )؛ هو لاعب كرة قدم ياباني سابق كان يلعب كمهاجم.

## وصلات خارجية
- تاتسوهيرو نيشيموتو على موقع رابطة كرة القدم اليابانية للمحترفين (اليابانية)
- تاتسوهيرو نيشيموتو على موقع عالم كرة القدم.نت (الإنجليزية)